# Raffaello Martinelli
Raffaello Martinelli (Villa d'Almè, 21 giugno 1948) è un vescovo cattolico italiano, dal 12 settembre 2023 vescovo emerito di Frascati.

## Biografia
Nasce a Villa d'Almè, in provincia e diocesi di Bergamo, il 21 giugno 1948.

### Formazione e ministero sacerdotale
Frequenta il liceo nel seminario diocesano di Bergamo per poi divenire alunno del Pontificio Seminario Romano Maggiore.
L'8 aprile 1972 è ordinato presbitero dall'arcivescovo Clemente Gaddi, vescovo di Bergamo.
Nel 1978 consegue il dottorato in teologia, con specializzazione in pastorale catechetica, presso la Pontificia Università Lateranense; nel 1979 si laurea in pedagogia presso l'Università Cattolica del Sacro Cuore di Milano.
Dal 1974 è viceparroco nella cattedrale di Bergamo, mentre dal 1979 al 1980 presso il santuario di Santa Maria Immacolata delle Grazie, sempre in città.
A servizio della Congregazione per la dottrina della fede dal 1980, diviene capo ufficio della medesima congregazione il 4 gennaio 1999. A lui viene affidato il coordinamento dei lavori per il Catechismo della Chiesa cattolica; prende parte, inoltre, come redattore e coordinatore della segreteria alla realizzazione del Compendio del medesimo Catechismo.
Dal 1980 al 1986 è collaboratore della parrocchia della Natività a Roma, dove si occupa della pastorale familiare. Dal 1987 è anche rettore del Collegio ecclesiastico internazionale San Carlo Borromeo, ricoprendo anche il ruolo onorifico di primicerio dell'Arciconfraternita dei Santi Ambrogio e Carlo, con sede nell'omonima basilica, a Roma. Sotto la sua direzione si compiono importanti lavori di ristrutturazione e ammodernamento sia nel collegio che nella basilica.
Il 27 gennaio 1986 è insignito del titolo di cappellano di Sua Santità, mentre il 10 luglio 1999 dell'onorificenza di prelato d'onore di Sua Santità.

### Ministero episcopale
Il 2 luglio 2009 papa Benedetto XVI lo nomina vescovo di Frascati; succede a Giuseppe Matarrese, dimessosi per raggiunti limiti di età. Il 12 settembre successivo riceve l'ordinazione episcopale, nella basilica di San Pietro in Vaticano, con gli arcivescovi Gabriele Giordano Caccia, Franco Coppola e Pietro Parolin (poi cardinale), e il vescovo Giorgio Corbellini, per imposizione delle mani dello stesso pontefice, co-consacranti i cardinali Tarcisio Bertone e William Joseph Levada. Il giorno seguente prende possesso della sede suburbicaria di Frascati.
Il 22 dicembre 2009 è nominato membro della Congregazione delle cause dei santi.
Il 12 settembre 2023 papa Francesco accoglie la sua rinuncia, presentata per raggiunti limiti di età, al governo pastorale della sede suburbicaria di Frascati; gli succede Stefano Russo, vescovo di Velletri-Segni, con conseguente unione in persona episcopi delle due sedi. Rimane amministratore apostolico di Frascati fino all'ingresso del successore, avvenuto l'11 novembre.

## Genealogia episcopale
La genealogia episcopale è:
- Cardinale Scipione Rebiba
- Cardinale Giulio Antonio Santori
- Cardinale Girolamo Bernerio, O.P.
- Arcivescovo Galeazzo Sanvitale
- Cardinale Ludovico Ludovisi
- Cardinale Luigi Caetani
- Cardinale Ulderico Carpegna
- Cardinale Paluzzo Paluzzi Altieri degli Albertoni
- Papa Benedetto XIII
- Papa Benedetto XIV
- Papa Clemente XIII
- Cardinale Bernardino Giraud
- Cardinale Alessandro Mattei
- Cardinale Pietro Francesco Galleffi
- Cardinale Giacomo Filippo Fransoni
- Cardinale Antonio Saverio De Luca
- Arcivescovo Gregor Leonhard Andreas von Scherr, O.S.B.
- Arcivescovo Friedrich von Schreiber
- Arcivescovo Franz Joseph von Stein
- Arcivescovo Joseph von Schork
- Vescovo Ferdinand von Schlör
- Arcivescovo Johann Jakob von Hauck
- Vescovo Ludwig Sebastian
- Cardinale Joseph Wendel
- Arcivescovo Josef Schneider
- Vescovo Josef Stangl
- Papa Benedetto XVI
- Vescovo Raffaello Martinelli

## Opere
Fra le sue opere catechistiche si segnalano:
- Note di pastorale catechistica (Roma 1985)
- Missione inculturata (Roma 1987)
- Incontro al Catechismo della Chiesa Cattolica (Roma 1998)
- Frammenti di sintesi teologica-schemi catechistici (Roma 2000)
- Le lapidi di San Carlo al Corso (2002)
- Le virtù in simboli negli affreschi della basilica dei Ss. Ambrogio e Carlo in Roma (2005)
- Cinquanta argomenti di attualità-catechesi dialogica (2006)
- I quadri di San Carlo al Corso (2006)
- Gli affreschi dell'oratorio sant'Ambrogio (2007)
- Gli affreschi della basilica dei Ss. Ambrogio e Carlo in Roma (2007)
- Le statue di San Carlo al Corso (2007)
- La confessione-il sacramento dell'Amore misericordioso di Dio Padre (2007)
- L'eucaristia: pane di vita eterna (2007)
- La cresima-dono speciale dello Spirito Santo (2007)
- Il battesimo-magnifico dono della Ss. Trinità (2008)
- Argomenti di attualità in forma dialogica (schede catechistiche)